# Maria Straszewska
Maria Julia Straszewska, ps. Emma (ur. 28 kwietnia 1919 w Warszawie, zm. 1 sierpnia 2021 w Piasecznie) – polska historyk literatury, zajmująca się literaturą polską XIX wieku.

## Życiorys
Od 1936 studiowała polonistykę i socjologię na Uniwersytecie Warszawskim. Gdy wybuchła II wojna światowa, kontynuowała studia na tajnych kompletach. Podczas okupacji należała do Związku Walki Zbrojnej, następnie do Armii Krajowej; działała także w Szarych Szeregach. W latach 1940–1944 pełniła funkcję sekretarza redakcji Biuletynu Informacyjnego, od 1942 była także sekretarzem Biura Informacji i Propagandy Komendy Głównej Armii Krajowej. Uczestniczyła w powstaniu warszawskim. Po nim przebywała w obozie jenieckim. Po wyjściu z niego była kierownikiem działu wydawniczego ZHP. Od 1954 roku związana z Uniwersytetem Warszawskim. Habilitowała się na mocy uchwały z 27 czerwca 1961 roku na Uniwersytecie Warszawskim na podstawie pracy pt. Czasopisma literackie w Królestwie Polskim w latach 1832–1848 (tom I i II). Tytuł profesora otrzymała w roku 1973. Była dyrektorem Polonicum – Instytutu Języka Polskiego dla cudzoziemców. Od 1989 r. członek Towarzystwa Naukowego Warszawskiego.
W 2012 prezydent Bronisław Komorowski odznaczył ją Krzyżem Komandorskim Orderu Odrodzenia Polski za wybitne zasługi dla niepodległości Rzeczypospolitej Polskiej, za oddanie dla sprawy przemian demokratycznych w kraju, za osiągnięcia w pracy zawodowej i społecznej.
Pochowana na cmentarzu komunalnym w Piasecznie.

## Publikacje
- 1985 – Literatura polska. Przewodnik encyklopedyczny (współautorka)
- 1988 – Romantyzm
- 1953–1959 – Czasopisma literackie w Królestwie Polskim w latach 1832–1848
- 1970 – Życie literackie Wielkiej Emigracji we Francji 1831–1840
- 1973 – Harcerki 1939–45